# مودرن فاميلي
مودرن فاميلي (بالإنجليزية: Modern Family) هي سلسلة تلفزيونية كوميدية أمريكية من ابتكار كريستوفر لويد وستيفن ليفيتان، بُثت على شبكة ABC التلفزيونية. في عام 2010 حاز المسلسل بجائزة أفضل كوميديا من سلسلة جوائز إيمي وأربع جوائز إيمي لاستخداماته الأخرى. الموسم الأول يحدد في 22 دقيقة وقدم 24 حلقة. ولأول مرة الثانية في سلسلة متصلة في 15 أكتوبر 2010، على التوالي. ولأول مرة تم مشاهدة المسلسل من الموسم الأول بنسبة 12.6 مليون مشاهد.

## القصة
تدور أحداث المسلسل حول ثلاث عائلات مترابطة من خلال جاي بريتشيت وأولاده، كلير الابنة وميتشل الابن. تزوج جاي من امرأة كولومبية أصغر سناً منه بكثير تدعى غلوريا، وهي أم عاطفية، ولديها ابن من زوجها السابق يدعى ماني وابن من جاي يدعى جو. كلير، ابنة جاي، وهي ربة منزل وتعمل في شركة والدها. ومتزوجة من فِيل وهو وكيل عقارات. لديهم ثلاثة أطفال: هايلي المراهقة النمطية، أليكس الطفلة الذكية والابن لوك، وابن جاي بريتشيت يدعى ميتشل وهو مثلي جنسيا يعمل في المحاماة، وشريكه يدعى كاميرون، تبنوا معاً طفلة فيتنامية تدعى ليلي.

## الشخصيات
| الممثل               | الشخصية           |
| -------------------- | ----------------- |
| إد أونيل             | جاي بريتشيت       |
| صوفيا فيرغارا        | غلوريا بريتشيت    |
| ريكو رودريجيز        | ماني دلغادو       |
| تاي باريل            | فيل دانفي         |
| جولي بوين            | كلير دانفي        |
| سارة هايلاند         | هايلي دانفي       |
| أرييل وينتر          | أليكس دانفي       |
| نولان غولد           | لوك دانفي         |
| جيسي تايلر فيرغسون   | ميتشل بريتشيت     |
| أريك ستونستريت       | كاميرون تاكر      |
| أوبري أندرسون إيمونز | ليلي تاكر-بريتشيت |
| جيريمي ماغواير       | جو بريتشيت        |

## الحلقات
|             |              | الحلقات | العرض الأصلي       | العرض الأصلي        | التصنيف | المشاهدين (في الملايين) |
| العرض الأول | العرض الأخير | الحلقات |                    |                     | التصنيف | المشاهدين (في الملايين) |
|             | 1            | 24      | 23 سبتمبر عام 2009 | 19 مايو عام 2010    | 36      | 9.49                    |
|             | 2            | 24      | 23 سبتمبر عام 2010 | 25 مايو عام 2011    | 24      | 11.89                   |
|             | 3            | 24      | 21 سبتمبر عام 2011 | 23 مايو عام 2012    | 15      | 12.93                   |
|             | 4            | 24      | 26 سبتمبر عام 2012 | 22 مايو عام 2013    | 18      | 12.31                   |
|             | 5            | 24      | 25 سبتمبر عام 2013 | 21 مايو عام 2014    | 19      | 11.79                   |
|             | 6            | 24      | 24 سبتمبر عام 2014 | 20 مايو عام 2015    | 24      | 11.91                   |
|             | 7            | 22      | 23 سبتمبر عام 2015 | 18 مايو عام 2016    | 36      | 9.83                    |
|             | 8            | 22      | 21 سبتمبر عام 2016 | 17 مايو عام 2017    | 34      | 8.79                    |
|             | 9            | 22      | 27 سبتمبر عام 2017 | 16 مايو عام 2018    | 58      | 7.09                    |
|             | 10           | 22      | 26 سبتمبر عام 2018 | 8 مايو عام 2019     | 65      | 6.40                    |
|             | 11           | 18      | 25 سبتمبر عام 2019 | 8 أبريل من عام 2020 | 93      | 9.6                     |

## المواضيع
لفت بروس فيلر في تصريح له لصحيفة نيويورك تايمز الانتباه إلى كيفية تصوير المسلسل للدور المتعاظم لتكنولوجيا الاتصالات في الطريقة التي ينظر بها الناس إلى الآخرين بما فيهم أفراد الأسرة. يقول فيلر «إنّه أول مسلسل كوميديا عائلية يضع وسماً خاصاً به في إطار التحليل الذاتي المتزامن مع سير القصة دون شك»، ويضيف «قد يكون لمارك زوكربيرغ تأثيراً أكبر على مودرن فاميلي مقارنةً بنورمان لير».
يوافق كتّاب وممثلو المسلسل على هذا الأمر. صرّح أبراهام هيجينبوثام لفيلر: «لقد اعتدنا أن نتحدّث عن كيفية قتل الهواتف المحمولة لمسلسلات كوميديا الموقف، لأنه لم يعد هناك أحد يذهب إلى منزل أي شخص» للحصول على أخبار روتينية. «نحن نحب التكنولوجيا، ولذلك هي جزء من القصة». يستند تاي برويل إلى ملاحظة فران ليبوتز المتمثّلة بأنه لا يوجد أي مؤسسة سوى وسائل الإعلام. «لقد راودتني رؤية صغيرة عن فيل- وعن نفسي- أننا نحلل شخصياتنا معاً من الناحية الخارجية، أي الطريقة التي ينظر بها الناس لنا».
علّق جيمس باركر من صحيفة ذا أتلانتيك قائلاً «كيف يمكن للشخص أن يكون والدًا؟ من يفعل أي «دور»؟ هل الأب يتصرّف بطريقة أبوية بما يكفي؟ وهل الأم كافية كأم؟».
وفي إحدى المقالات التي نُشرت في مجلة سلايت لعام 2014، أشاد المنتج التنفيذي للإذاعة أندي باورز (وهو أحد سكان ويست سايد في لوس أنجلوس، المكان الذي تُصوّر فيه معظم اللقطات الخارجية للمسلسل)، بالمسلسل بسبب تصويره الواقعي للحياة في هذا الجزء من المدينة. كانت معظم مواقع التصوير مألوفةً بالنسبة له، إذ زار معظمها أو مرّ بها.

## الجوائز والترشيحات

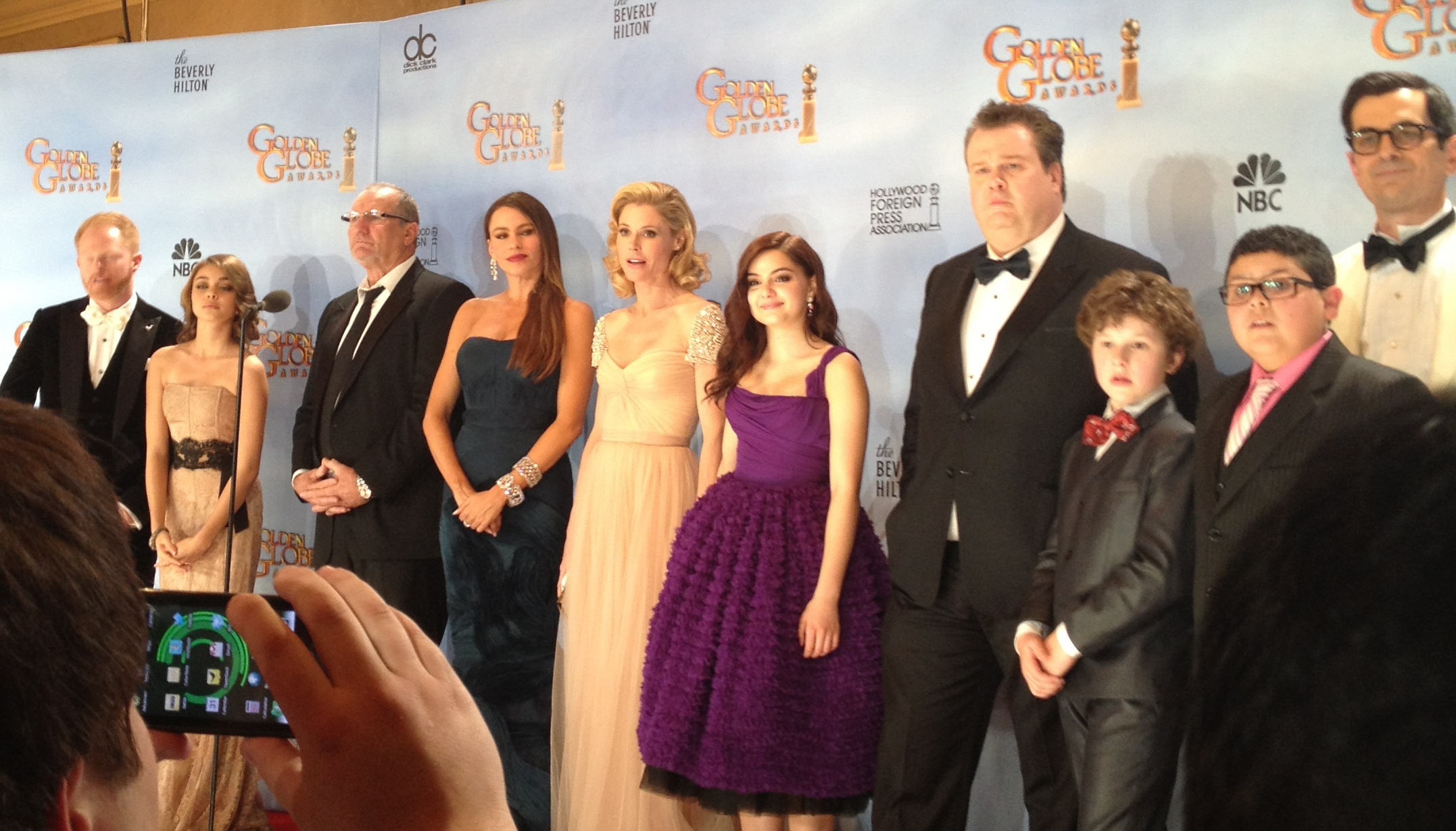
نجوم المسلسل في الحفل السنوي 69 لجوائز غولدن غلوب

سبق للبث الحلقة التجريبية تمت زيارتها سلسلة اشادة من النقاد والجمهور وحصل على عدة جوائز وترشيحات لجوائز رئيسية، بما في ذلك:
- 16 جائزة و45 جوائز إيمي
- الجائزة واحدة وسبعة ترشيحات غولدن غلوب
- مكافئتان وخمسة ترشيحات لجوائز نقابة المخرجين من أمريكا
- مكافئتان و10 ترشيحات من جوائز نقابة ممثلي الشاشة
- 5 جوائز و9 ترشيحات من جوائز نقابة الكتاب الأمريكية
- 3 جوائز و10 ترشيحات لجوائز النقاد اختيار التلفزيون
- 3 جوائز و8 ترشيحات لجوائز جمعية نقاد التلفزيون

## روابط خارجية
- الموقع الرسمي
- مودرن فاميلي على موقع IMDb (الإنجليزية)
- مودرن فاميلي على موقع ميتاكريتيك (الإنجليزية)
- مودرن فاميلي على موقع روتن توميتوز (الإنجليزية)
- مودرن فاميلي على موقع نتفليكس (الإنجليزية)
- مودرن فاميلي على موقع فيلمافينيتي (الإسبانية)
- مودرن فاميلي على موقع كينوبويسك (الروسية)
- مودرن فاميلي على موقع ألو سيني (الفرنسية)
- مودرن فاميلي على موقع قاعدة بيانات الفيلم (الإنجليزية)

قالب:جوائز الايمي أفضل مسلسل كوميدي